# Phygadeuontinae
Phygadeuontinae ist eine Unterfamilie der Schlupfwespen. Sie ist weltweit verbreitet mit einem Schwerpunkt in gemäßigten Zonen, es sind etwa 122 Gattungen beschrieben. In den Tropen gibt es noch viele unbeschriebene Arten und Gattungen. In Deutschland sind über 400 Arten in 56 Gattungen bekannt.
Die Arten dieser Unterfamilie waren bis vor kurzem großteils eine Tribus der Cryptinae. Manchmal wurde auch die Bezeichnung „Phygadeuontinae“ im Sinne von Cryptinae gebraucht.

## Morphologie
Die Phygadeuontinae sind relativ kleine Schlupfwespen, mit einer Vorderflügellänge von 2 bis 8,5 mm (sehr selten bis 11 mm). Am Mesopleuron (mittlerer Teil der Thoraxseite), ist seitlich eine sehr deutliche waagrechte Naht, der Sternaulus. Der Clypeus ist vom Gesicht durch eine Einkerbung getrennt. Das Propodeum ist noch deutlicher gegliedert als bei den Cryptinae. Bei den Männchen befinden sich an den Antennen fast immer Tyloidae (drüsige Sinnesfelder). Der Ovipositor ragt fast immer deutlich über das Hinterleibsende hinaus.

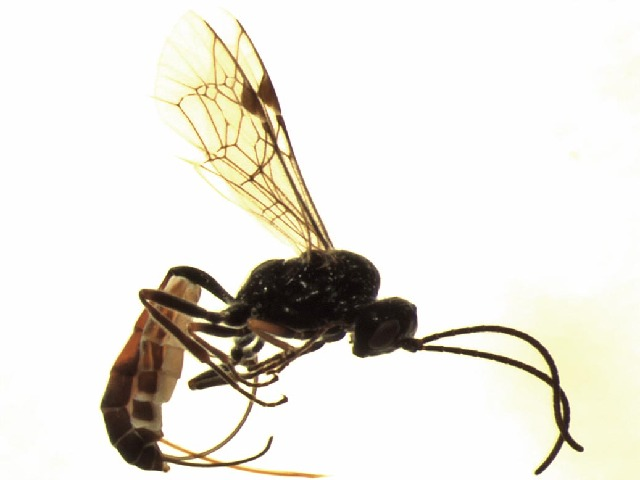
Bathythrix longiceps

Viele Arten sind flugunfähig, sie haben nur kurze oder gar keine Flügel.

## Lebensweise
Die Phygadeuontinae sind Ektoparasitoide, die vor allem Wirte befallen, die mehr oder weniger verborgen leben. Die Wirte werden meistens paralysiert, können sich also nicht mehr weiterentwickeln (idiobiont). Es werden die Puppen und Präpuppen (letztes Larvenstadium) von sehr vielen verschiedenen holometabolen Insektengruppen befallen. Auch Spinnenkokons werden parasitiert.  Die verschiedenen Artengruppen parasitieren viele verschiedene Wirte und die Wirte von vielen Gattungen sind noch unbekannt. Die Wirte werden vor allem am oder im Boden aufgesucht. Manche Arten sind Hyperparasitoide in Kokons von Schlupf- und Brackwespen.

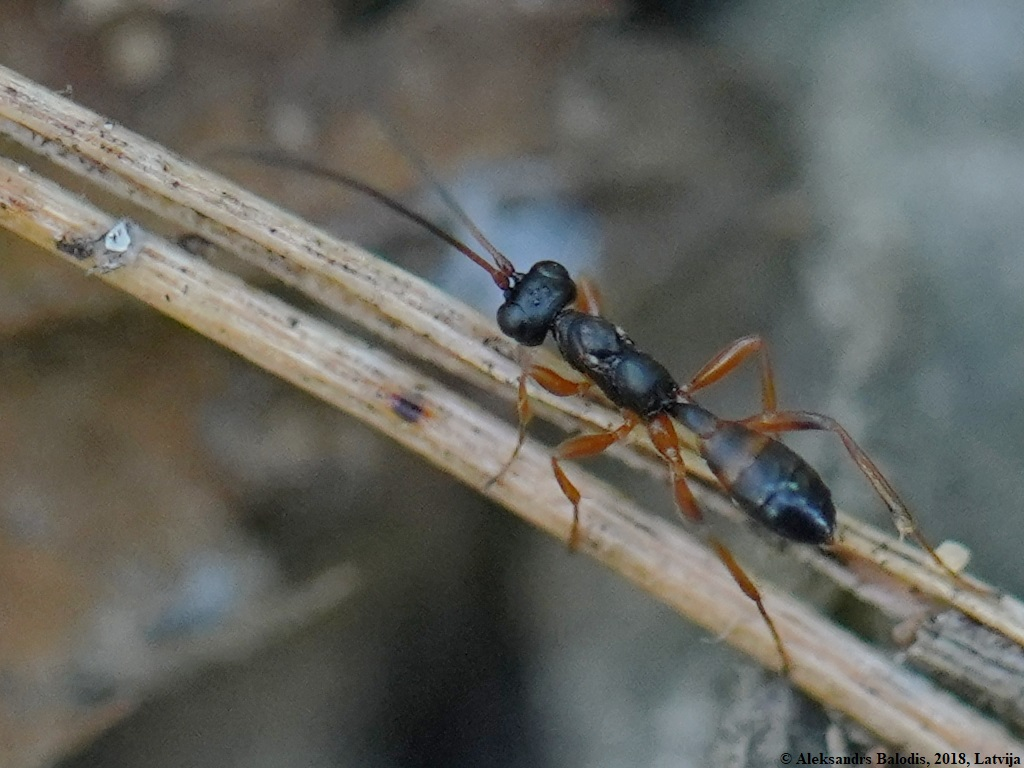
Gelis spurius

(Wirte von einheimischen Gattungen siehe unten.)

## Systematik

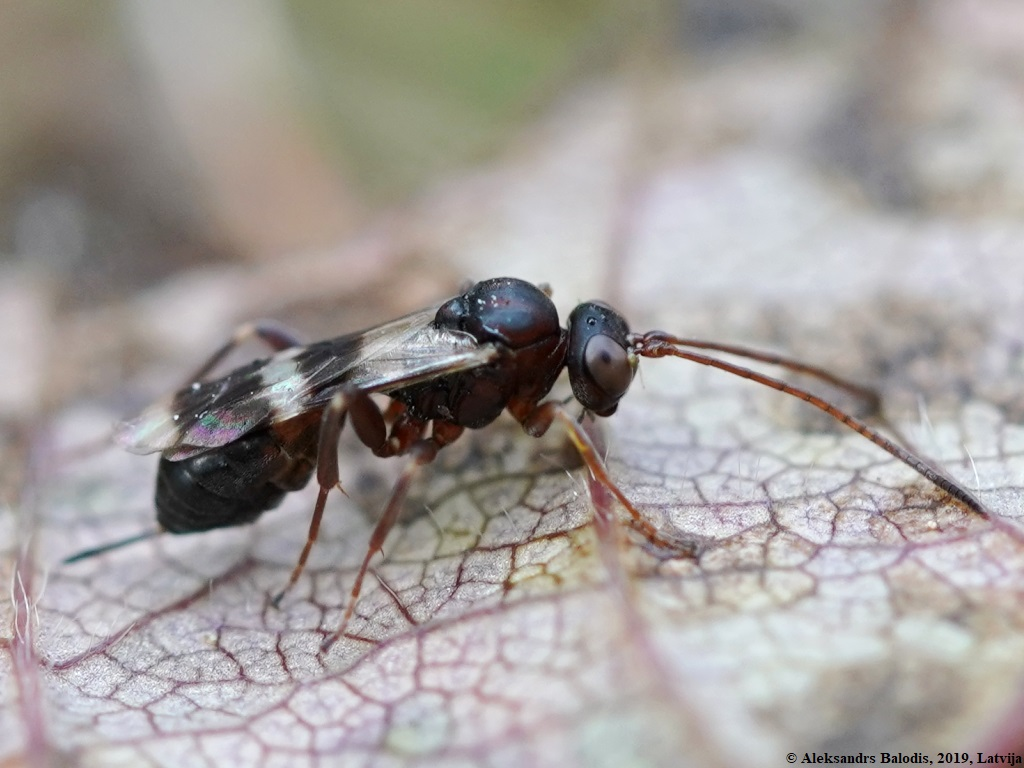
Gelis areator

Die Phygadeuontinae wurden (ebenso wie die Ateleutinae) durch Santos aus den Cryptinae ausgegliedert. Dieses Taxon war bei früheren Autoren meist ein Tribus der Cryptinae und wurde meist „Gelini“ oder „Hemitelini“ genannt. Die Gattung Helcostizus wurde von Santos jedoch in die Cryptini der Cryptinae gestellt, und die Gattung Hemigaster wurde aus den „Hemigastrini“ (alias „Aptesini“) in die Phygadeuontinae verschoben.

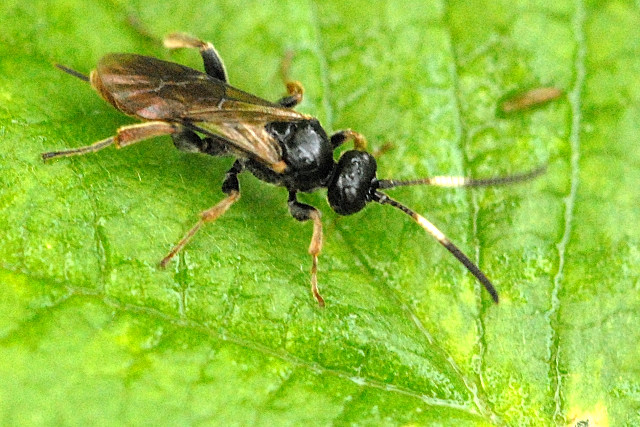
Endasys parviventris

Die Phygodeuontinae sind vermutlich paraphyletisch, sie sind mit den Cryptinae, Ateleutinae und Ichneumoninae näher verwandt. Die genauere Stammesgeschichte ist jedoch noch unklar. Auch die innere Systematik ist noch weitgehend unklar.

## Einheimische Gattungen
Im Folgenden sind einige einheimische Gattungen aufgelistet nach, (nicht vollständig), Wirtsangaben nach  (unter „Gelini“).
- Aclastus (Entwicklung in Kokons mit Spinneneiern)
- Acrolyta (Entwicklung in Kokons von Ichneumonidae und Braconidae)
- Atracodes (Entwicklung in Puppen von Dipteren) in D 33 Arten
- Bathythrix (einige Arten parasitieren Kokons von Ichneumonidae und Braconidae, auch an Lepidoptera, Diptera, Coleoptera und anderen Kokons[3]), artenreiche Gattung, in D 20 Arten, darunter B. lamina, B. pellucidator
- Ceratophygadeuon
- Charitopes (Entwicklung in Kokons von Taghaften)
- Dichrogaster (Entwicklung in Kokons von Florfliegen)
- Endasys (Entwicklung in Kokons von Pflanzenwespen) in D 31 Arten, bspw. E. petiolus
- Gelis oft ungeflügelt, oder mit verkürzten Flügeln, teils im Habitus ähnlich wie Ameisen (einige Arten entwickeln sich in Kokons von Florfliegen, Pflanzenwespen, Psychiden-Säckchen, Coleophoridae und in Kokons mit Spinneneiern, siehe z. B. G. areator) artenreiche Gattung, in D 63 Arten
- Gnotus
- Helcostizus (Entwicklung in Käfer-Puppen in Totholz)
- Isadelphus (teils Entwicklung in Kokons von Coleophoridae, Ichneumonidae und Braconidae), I. inimicus
- Lysibia in D 3 Arten, darunter L. nanus
- Mastrus (teils Entwicklung in Kokons von Coleophoridae)
- Medophron
- Mesoleptus (Entwicklung in Puppen von Dipteren)
- Micromonodon in D 1 Art: M. tener
- Orthizema (Entwicklung an Schmetterlingsraupen mit Raupensack) in D mind. 5 Arten, darunter O. triannulatum
- Phygadeuon (Entwicklung als Ektoparasiten an den Puppen von Dipteren) sehr artenreich, sehr schwer zu bestimmen, in D 64 Arten
- Rhembobius (Entwicklung in saprophagen Syrphidae)
- Stibeutes
- Stilpnus (Entwicklung in Puppen von Dipteren)
- Sulcarius
- Thaumatogelis
- Theroscopus in D 12 Arten, darunter T. trifasciatus
- Tropistes (Entwicklung in Puppen von Raphidiidae, zum Beispiel T. falcatus)
- Zoophthorus (Entwicklung in Kokons von Ichneumonidae und Braconidae)